# 牡丹皮散
牡丹皮散屬於中醫方劑的經產劑，出自婦人大全良方，由8味中藥組成，是用以治療血瘕的常用方劑。《醫方集解》將本方歸於足厥陰藥。
本方的組成包括丹皮、桂心、牛膝、赤芍藥、當歸尾、延胡索、三稜、莪蒁。水、酒各半煎。
依據傳統的中醫方義解釋：桂心、丹皮、赤芍、牛膝：以行其血。三稜、莪蒁、歸尾、延胡：行其血中氣滯，氣中血滯。氣血週流，則結者散。                                               